# Phrynotettix
Phrynotettix is een geslacht van rechtvleugeligen uit de familie Romaleidae. De wetenschappelijke naam van dit geslacht is voor het eerst geldig gepubliceerd in 1872 door Glover.

## Soorten
Het geslacht Phrynotettix omvat de volgende soorten:
- Phrynotettix robertsi Rehn & Grant, 1959
- Phrynotettix robustus Bruner, 1889
- Phrynotettix tshivavensis Haldeman, 1852